# Манас (філософський термін)
Манас — в давньоіндійській філософії  ємнісне поняття розуму (інтелекту) людини, яке включає всі його ментальні прояви, і яке виникає в процесі індивідуального життя. Це поняття має широку основу: манас не лише набір інтелектуальних якостей, а за своїм складом наближається до самого значення сутності людини (її душі).
У різних давньоіндійських релігійних течіях та вченнях спостерігаються розбіжності у тлумаченні терміна манас:
- У ньяя манас — тонка неподільна і вічна субстанція, яка служить інструментом сприйняття психічних явищ.
- У вайшешиці манас — останній, дев'ятий вид субстанції, невідчутний зачаток всього, існування якого виводиться на підставі логічних міркувань.
- У санкх'я манас — центральний орган, що управляє дією органів пізнання та органів дії.
- У йозі манас, разом з емпіричним Я і інтелектом становить тонке тіло, з яким пов'язана душа.
- У джайнізмі манас є поєднанням атомів і тому матеріальний.
- У буддизмі манас нематеріальний і разом з матеріальним тілом та свідомістю утворює систему, яку умовно називають людиною.

- У йогачарі манас реальний, складається з потоку ідей і виступає як єдина реальність, на відміну від об'єктів зовнішнього світу, які є образами, народженими самим манасом. Вайбгашика і саутрантіка визнають реальність манасу разом із реальністю зовнішніх об'єктів.